# Atactophysis
Atactophysis är ett släkte av skalbaggar. Atactophysis ingår i familjen vivlar.
Kladogram enligt Catalogue of Life:
| Atactophysis | \| \| Atactophysis cordata \| \| \| \| |
|              | \| \| Atactophysis cordata \| \| \| \| |
|              | Atactophysis cordata                   |
|              |                                        |